# Vakak
Vakak (también escrito como Wakak) es un campo volcánico pequeño situado al sureste de Kabul, la capital del país asiático de Afganistán. Consta de 18 volcanes dacítico y traquítico incluyendo domos de lava y, posiblemente, una caldera antigua.